# Battaglia del Kansas

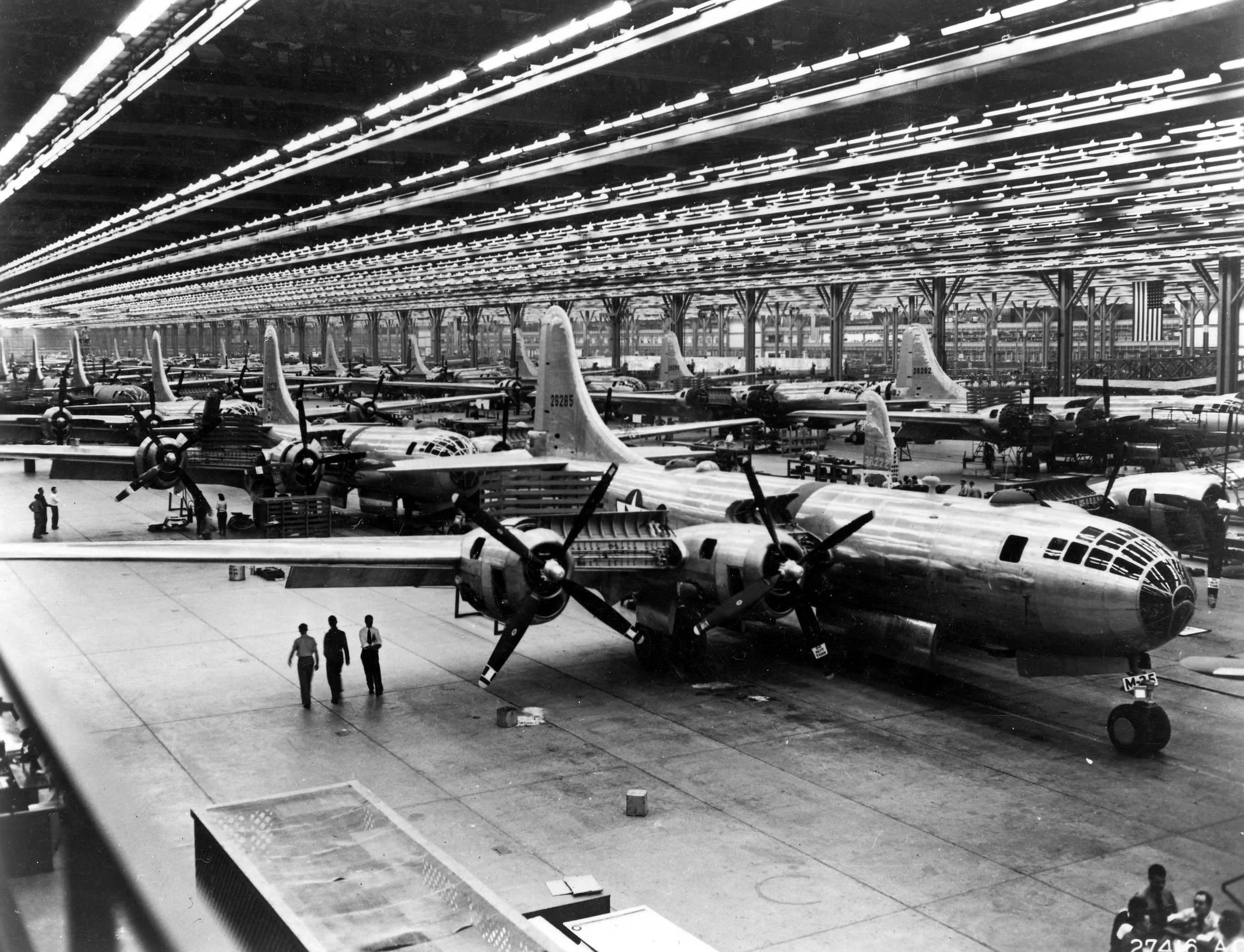
La linea di montaggio dei B-29 nell'impianto di Wichita, nello stato del Kansas.

Con la denominazione di Battaglia del Kansas (conosciuta anche come la "Battaglia di Wichita") è noto nelle fonti anglosassoni, il programma dello stato maggiore delle United States Army Air Forces (USAAF) di costruire, modificare e distribuire ai reparti operativi nel più breve tempo possibile un gran numero di bombardieri strategici Boeing B-29 Superfortress, il più moderno e potente aereo da bombardamento del mondo, affinché potessero essere impiegati rapidamente prima sul teatro europeo della seconda guerra mondiale e poi sul teatro del sud-est asiatico e Oceano Pacifico. Nonostante i grandi sforzi organizzativi e tecnici, alla fine fu possibile impiegare i B-29 solo sul fronte del Pacifico.
La cosiddetta "battaglia del Kansas" ebbe inizio con il completamento dei primi superbombardieri intercontinentali dalle linee produttive della enorme nuova fabbrica della Boeing costruita e messa in funzione nelle praterie vicino Wichita, nello stato del Kansas. Il 6 settembre 1941, ancor prima dell'entrata in guerra degli Stati Uniti, l'USAAF attivò il suo primo piano di produzione che prevedeva la costruzione a Wichita di 250 B-29.
Il Boeing B-29 Stratofortress era un aereo rivoluzionario per l'epoca e incorporava numerose innovazioni tecnologicamente avanzate; sfortunatamente la maggior parte dei problemi di sviluppo del nuovo super-bombardiere non erano ancora stati risolti al momento dell'apertura delle linee produttive di Wichita e quindi durante la "battaglia del Kansas" i tecnici e gli alti ufficiali dell'USAAF, sotto l'energica direzione del capo di stato maggiore in persona, generale Henry H. Arnold, dovettero contemporaneamente superare le difficoltà ingegneristiche del progetto e accelerare al massimo la produzione per fornire ai reparti i quantitativi previsti della nuova macchina.

## Programma per un "bombardiere a lunghissimo raggio"

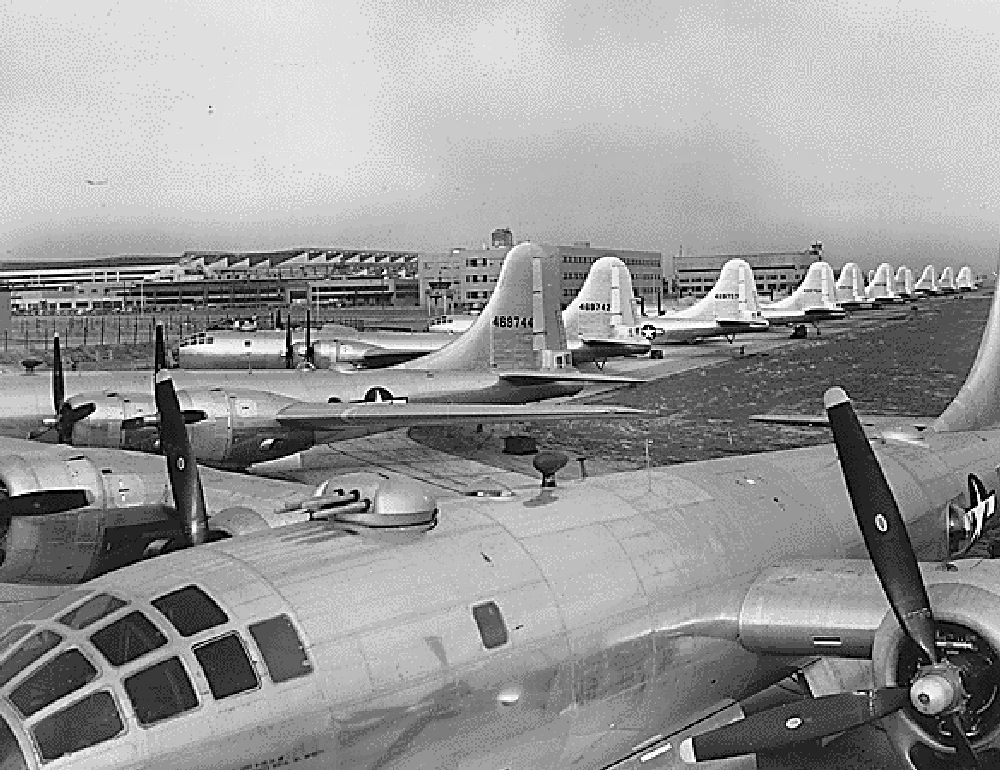
Alcuni bombardieri B-29 appena completati, fuori dalla fabbrica della Boeing di Wichita.

All'inizio del 1941 la fabbrica della Boeing a Wichita venne prescelta per diventare l'impianto principale per l'assemblaggio dei nuovi aerei del rivoluzionario e segreto  "Project 345"; in questo stabilimento fino a quel momento si producevano solo biplani d'addestramento per l'USAAF e la U.S. Navy e alcune parti delle superfici di controllo del bombardieri pesanti quadrimotori Boeing B-17 Flying Fortress; evidentemente l'impianto avrebbe dovuto essere enormemente ingrandito per la produzione del nuovo bombardiere intercontinentale. Il 24 giugno 1941, iniziarono i lavori su un nuovo terreno dove sarebbe sorto il Plant II, "Impianto N. 2", che sarebbe stato completato entro il gennaio 1943; le nuove attrezzature per la produzione in realtà vennero installate dalla Boeing sei mesi prima del completamento finale della seconda fabbrica. Per mettere in funzione il gigantesco stabilimento era inoltre necessario un gran numero di nuovi operai; le persone furono ricercate e assunte da tutto il Kansas e anche dagli stati vicini; questa massiccia immissione di nuovi lavoratori creò ulteriori difficoltà organizzative; erano necessarie adeguate strutture abitative per accoglierli, e inoltre la maggior parte di loro non aveva alcuna esperienza nel lavoro di assemblaggio di complessi aerei da guerra e dovette essere attivato un programma di addestramento su grande scala per permettere la produzione del nuovo e rivoluzionario bombardiere.

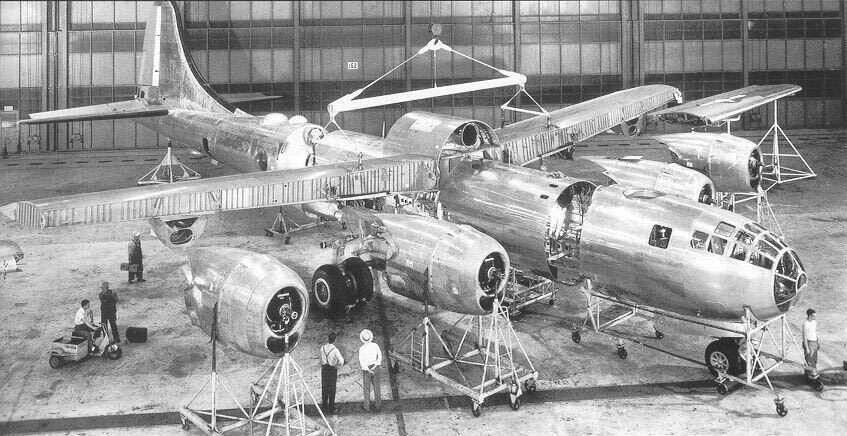
Un B-29 in costruzione nelle linee produttive della fabbrica di Wichita.

La decisione dell'USAAF di costruire il B-29 principalmente in una fabbrica totalmente nuova a Wichita provocò polemiche e critiche da parte di politici locali e dei dirigenti della Boeing che non disponeva di adeguate strutture nella sua fabbrica di Renton, nello stato di Washington, ma ugualmente avrebbe preferito mantenere la produzione sotto il controllo della sede di Seattle. Lo stato maggiore dell'USAAF non cambiò la sua decisione e inoltre richiese che altre fabbriche, la Bell ad Atlanta, in Georgia, e la Martin a Omaha nel Nebraska, si attrezzassero per iniziare la produzione su licenza. Il comando dell'USAAF riteneva essenziale produrre un aereo così rivoluzionario come il B-29 a Wichita anche per ragioni di sicurezza; l'impianto sarebbe stato localizzato nelle praterie degli Stati Uniti continentali al riparo da ogni possibile minaccia del nemico.

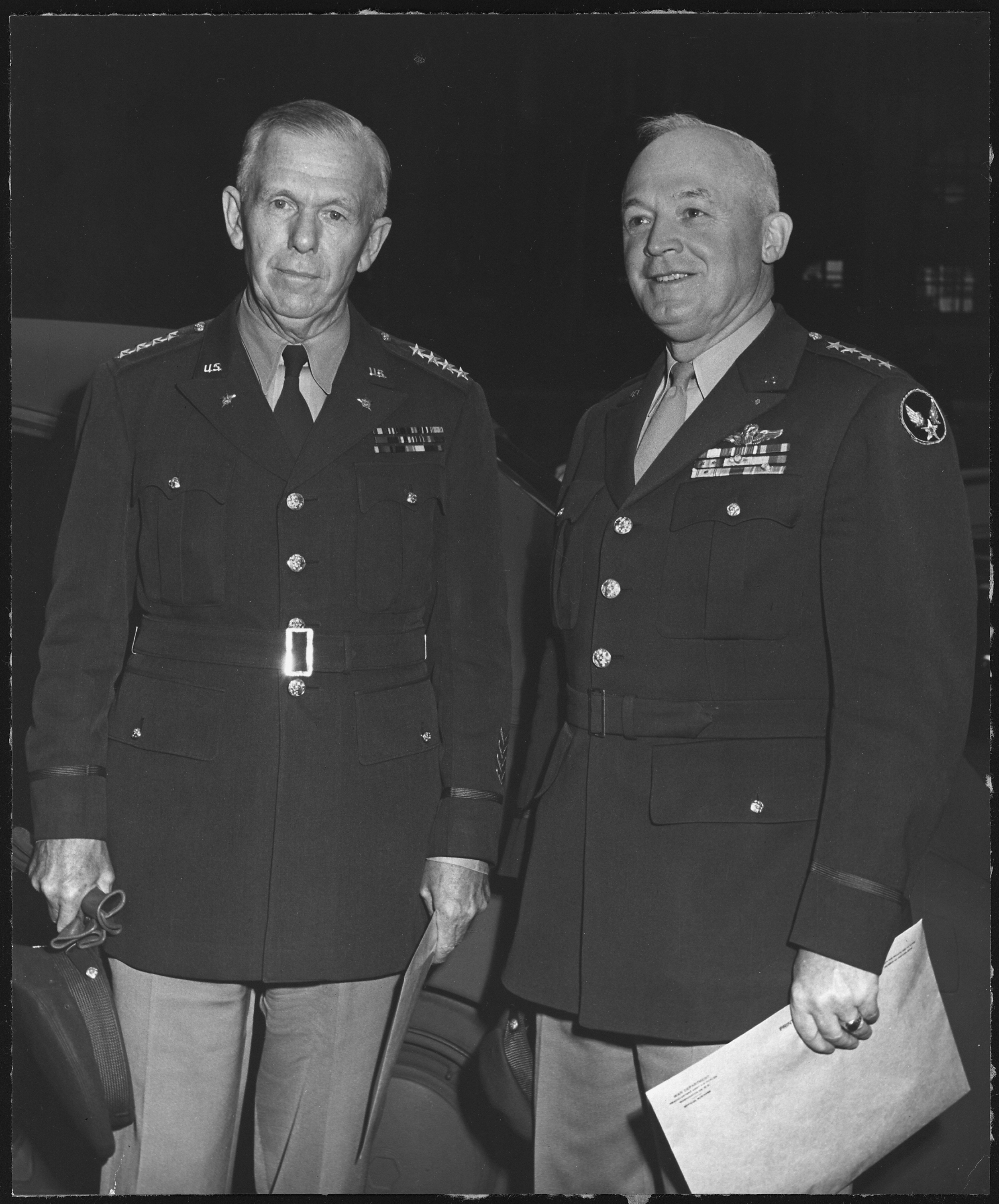
Il generale Henry H. Arnold, a destra, insieme al generale George C. Marshall.

Mentre procedevano con la massima urgenza i lavori per completare la nuova fabbrica, lo stato maggiore dell'USAAF diede inizio alla costituzione dei primi quattro gruppi da bombardamento "ultra-pesante" (Very-Heavy): il 40th, 444th, 462nd e 468th Bombardment Group). Tutti questi nuovi gruppi vennero assegnati al 58th Bombardment Wing (58th BW), che sarebbe stato il primo stormo operativo a portare in combattimento i B-29 Superfortress, partendo dalle basi aeree in Cina che peraltro erano ancora in costruzione. Venne anche costituito un gruppo d'addestramento di base negli Stati Uniti, il 472nd Bombardment Group, che sarebbe poi stato sciolto nell'aprile 1944.
Il programma del B-29 era realmente rivoluzionario per la storia dell'aviazione e presentava numerose innovazioni tecniche tra cui il progetto aerodinamico complessivo, l'armamento difensivo con controllo a distanza, le cabine pressurizzate per l'equipaggio, il potente nuovo motore radiale Wright R-3350 equipaggiato con eliche Hamilton Standard di grandi dimensioni con numero di giri rallentato. Il superbombardiere inoltre sarebbe stato prodotto in tempi rapidissimi: dalla progettazione teorica iniziale alla produzione in massa sarebbero trascorsi solo tre anni, in un periodo in cui erano generalmente necessari cinque anni solo per passare dal progetto di base alla costruzione di un prototipo. Per accelerare al massimo i tempi lo stato maggiore dell'USAAF decise di procedere simultaneamente alla progettazione ingegneristica dettagliata, alla produzione industriale e allo sviluppo dei prototipi e alla verifica dei requisiti, controllando sia i problemi tecnici previsti che quelli inaspettati; in questo modo il primo aereo sperimentale XB-29 prese il volo già il 21 settembre 1942. Il capo di stato maggiore dell'USAAF, il determinato ed energico generale Henry H. Arnold, assegnava un'importanza decisiva ai superbombardieri VLR (Very Long Range); egli prevedeva di poter impiegare in azione migliaia di B-29 con cui schiacciare dal cielo i nemici degli Stati Uniti e richiedeva di iniziare al più presto lo schieramento dei primi 175 Superfortress.

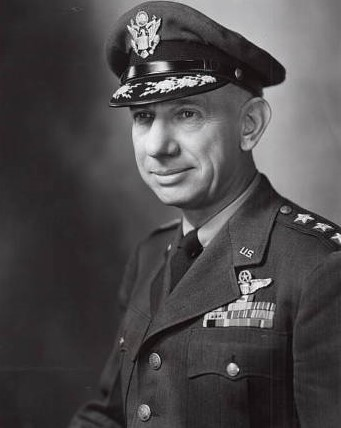
Il generale Kenneth B. Wolfe, responsabile del "B-29 Special Project Staff".

La grande fabbrica di Wichita iniziò a produrre componenti costruttivi del superbombardiere e all'inizio del 1943 uscirono dalle catene di montaggio la prima serie di 14 YB-29 di pre-produzione; venne previsto di iniziare la costruzione in massa degli aerei nell'autunno del 1943.
Dopo le prime difficoltà costruttive e tecniche e l'incidente catastrofico del secondo prototipo, il colonnello Leonard Harmon arrivò alla fabbrica Boeing di Wichita con un piano per coordinare centralmente il programma rapido per risolvere i problemi del nuovo aereo, in particolare dei motori. L'obiettivo dello stato maggiore dell'USAAF era di prendere direttamente il controllo dell'intero programma di produzione, modifica progettuale, programma di test e addestramento del nuovo bombardiere. Il presidente Franklin Delano Roosevelt venne informato dal generale Arnold e diede personalmente la sua approvazione autorizzando la costituzione di un "B-29 Special Project Staff".
Il generale Kenneth B. Wolfe venne nominato responsabile del "B-29 Special Project Staff" ed egli portò avanti con la massima energia il programma di addestramento degli equipaggi; egli riuscì a guadagnare ulteriore tempo procedendo all'addestramento e alla costituzione dei primi reparti in contemporanea con i programmi di collaudo degli aerei appena usciti dalle catene di montaggio di Wichita. Il generale Wolfe inoltre selezionò per gli equipaggi del nuovo superbombardiere, gli uomini più esperti provenienti da precedenti turni di servizio in aree di combattimento, in grado quindi di costituire un nucleo di veterani per i nuovi reparti.